# Wappen der Lettischen SSR

Wappen der Lettischen SSR

Das Wappen der Lettischen SSR wurde am 25. August 1940 eingeführt, nachdem die Lettische SSR eine Teilrepublik der ehemaligen Sowjetunion geworden war. Am 17. Februar 1990 wurde es wieder durch das Wappen Lettlands ersetzt.
Wie alle Wappen der Sowjetrepubliken zeigt auch das der Lettischen SSR einen goldenen Ährenkranz. Die untere Hälfte des Kranzes ist spiralförmig mit einem Band umwickelt, das die Aufschrift „Proletarier aller Länder vereinigt Euch!“ auf Russisch (Пролетарии всех стран, соединяйтесь!) und Lettisch (Visu zemju proletārieši, savienojieties!) trägt. An den Ährenspitzen befindet sich der Rote Stern als Symbol für die kommunistische Weltanschauung. Unterhalb des Sterns befinden sich als weitere kommunistische Symbole Hammer und Sichel, die auch für das Zusammenwirken von Arbeitern und Bauern (bzw. Industrie und Landwirtschaft) stehen. In der Mitte des Wappens befindet sich die aufgehende Sonne über der Ostsee. 
Das Wappen ist im unteren Teil von einem roten Schriftband bedeckt. In der Mitte des Schriftbandes steht Latvijas PSR. PSR steht für Padomju Sociālistiskā Republika (deutsch „Lettische Sozialistische Sowjetrepublik“).